# Liste der Kulturdenkmäler in Hohen-Sülzen
In der Liste der Kulturdenkmäler in Hohen-Sülzen sind alle Kulturdenkmäler der rheinland-pfälzischen Ortsgemeinde Hohen-Sülzen aufgeführt. Grundlage ist die Denkmalliste des Landes Rheinland-Pfalz (Stand: 25. März 2025).

## Denkmalzonen
| Bezeichnung                | Lage                | Baujahr | Beschreibung | Bild |
| -------------------------- | ------------------- | ------- | --- | ---- |
| Denkmalzone Alter Friedhof | Kirchstraße 16 Lage | 1592    | ehemals befestigter Friedhof mit evangelischer und katholischer Kirche, bezeichnet 1592, gründerzeitliche Grabsteine, zweite Hälfte des 19. Jahrhunderts; Grabmal Obenauer, Eichenstumpf, um 1877 | BW   |

## Einzeldenkmäler
| Bezeichnung         | Lage                                  | Baujahr                            | Beschreibung | Bild            |
| ------------------- | ------------------------------------- | ---------------------------------- | --- | --------------- |
| Kriegerdenkmal      | Bahnhofstraße, gegenüber Nr. 19 Lage  | Ende des 19. Jahrhunderts          | Kriegerdenkmal 1870/71, Germania, Bildhauerwerkstatt Heinrich Schuler, Kirchheimbolanden                                            | BW              |
| Wasserbehälter      | Bahnhofstraße, gegenüber Nr. 56 Lage  | 1909                               | Bossenquaderbau, Jugendstil, bezeichnet 1909                                                                                        | BW              |
| Hofanlage           | Bergstraße 16 Lage                    | 1734                               | Winkelhof; im Kern barockes Wohnhaus, bezeichnet 1734 und 1764, Scheune bezeichnet 1817                                             | BW              |
| Rathaus             | Hauptstraße 2 Lage                    | Ende des 16. Jahrhunderts          | Krüppelwalmdachbau mit außenliegender Treppe, Obergeschoss mit Zierfachwerk, Ende des 16. Jahrhunderts                              | Fotos hochladen |
| Kelterhaus          | Kirchstraße 8 Lage                    | zweite Hälfte des 16. Jahrhunderts | Kelterhaus mit Renaissance-Torbogen, zweite Hälfte des 16. Jahrhunderts; drei Gewölbekeller, wohl aus dem 19. Jahrhundert           | BW              |
| Wohnhaus            | Kirchstraße 13 Lage                   | 1777                               | eingeschossiger barocker Mansarddachbau, ehemals bezeichnet 1777                                                                    | BW              |
| Hofanlage           | Offsteiner Straße 17 Lage             | 1907                               | Vierseithof; stattliche Bruchsteinbauten, Wohnhaus bezeichnet 1907, Wirtschaftsgebäude aus den 1910er Jahren; bauliche Gesamtanlage | BW              |
| Evangelische Kirche | Wallstraße 25 Lage                    | 1499                               | ehemals St. Mauritius; Saalbau, im Kern spätgotisch, bezeichnet 1499, Umbau 1792–1812, Architekt P. J. Blattner, Worms              | BW              |
| Gewölbekeller       | Wormser Straße, gegenüber Nr. 67 Lage | 19. Jahrhundert                    | sechs Gewölbekeller mit Stützmauern, 19. Jahrhundert                                                                                | BW              |

## Ehemalige Kulturdenkmäler
| Bezeichnung | Lage                | Baujahr         | Beschreibung | Bild |
| ----------- | ------------------- | --------------- | --- | ---- |
| Wohnhaus    | Hauptstraße 23 Lage | 18. Jahrhundert | eingeschossiger abgewalmter Mansarddachbau, 18. Jahrhundert, Zwerchhaus 19. Jahrhundert; aus Denkmalliste gelöscht | BW   |